# Philippe Sudré Dartiguenave
Philippe Sudré Dartiguenave (sinh ngày 6 tháng 4 năm 1863 – mất ngày 26 tháng 7 năm 1926) là một nhân vật chính trị Haiti.

## Tiểu sử
Dartiguenave là một mulatto, sinh ngày 6 tháng 4 năm 1863. Dartiguenave từng là Chủ tịch Thượng viện Haiti vào những năm 1910. Ông là Tổng thống Haiti từ ngày 12 tháng 8 năm 1915 đến ngày 15 tháng 5 năm 1922 trong một chính phủ do Hoa Kỳ lập nên trong cuộc chiếm đóng quân sự bắt đầu vào ngày 27 tháng 7 năm 1915 sau một cuộc nổi dậy dẫn đến cái chết của tổng thống Vilbrun Guillaume Sam. Ông mất vào ngày 26 tháng 7 năm 1926.